# Горштедт
Горштедт (нім. Horstedt) — громада в Німеччині, розташована в землі Нижня Саксонія. Входить до складу району Ротенбург-на-Вюмме. Складова частина об'єднання громад Зоттрум.
Площа — 22,49 км2. Населення становить 1278 ос. (станом на 31 грудня 2021).